# Управљање отпадом
Управљање отпадом је сакупљање, транспорт, обрада или одлагање, управљање и праћење отпадних материјала. Термин се обично односи на производе настале људском активношћу, а процес се обично предузима да би се смањио њихов утицај на здравље људи, животну средину или естетику. Управљање отпадом је посебна пракса из обнове ресурса која је усредсређена на одлагање стопе потрошње природног богатства. Сви материјали отпадака, било да су чврсти, течни, гасовити или радиоактивни, спадају у надлежности управљања отпадом. У пракси управљања отпада може да се разликују и за развијене и земље у развоју, у урбаним и руралним срединама, а за резиденцијалне и индустријске произвођаче. Управљање неопасне отпаде стамбене и институционална отпада у градским подручјима је обично у надлежности локалне власти, док је управљање неопасног комерцијалног и индустријског отпада је обично одговорност генератора предмета на локалне, националне или међународне контроле.
Отпад може бити чврст, течан или гасовит и свака врста има различите методе одлагања и управљања. Управљање отпадом се бави свим врстама отпада, укључујући индустријски, биолошки, кућни, комунални, органски, биомедицински, радиоактивни отпад. У неким случајевима, отпад може представљати претњу по здравље људи. Здравствени проблеми су повезани кроз цео процес управљања отпадом. Здравствени проблеми такође могу настати индиректно или директно. Директно, кроз руковање чврстим отпадом, а индиректно кроз потрошњу воде, земље и хране. Отпад настаје људском активношћу, на пример, вађењем и прерадом сировина. Управљање отпадом има за циљ смањење штетних ефеката отпада на људско здравље, животну средину, планетарне ресурсе и естетику.
Пракса управљања отпадом није уједначена међу земљама ([developed nation[развијеним]] и земљама у развоју); регионима (урбана и рурална подручја), као и стамбени и индустријски сектори могу имати различите приступе.
Правилно управљање отпадом је важно за изградњу одрживих градова, прикладних за живот, али остаје изазов за многе земље и градове у развоју. Један извештај је установио да је ефикасно управљање отпадом релативно скупо, и да обично обухвата 20%–50% општинских буџета. Функционисање ове основне општинске услуге захтева интегрисане системе који су ефикасни, одрживи и друштвено подржани. Велики део пракси управљања отпадом бави се чврстим комуналним отпадом (MSW) који је највећи део отпада који настаје у домаћинствима, индустријским и комерцијалним активностима. Према Међувладином панелу за климатске промене (IPCC), очекује се да ће чврсти комунални отпад достићи приближно 3,4 Gt до 2050. године; међутим, политике и доношење закона могу смањити количину отпада произведеног у различитим областима и градовима света. Мере управљања отпадом обухватају мере за интегрисане техно-економске механизме циркуларне економије, ефективна постројења за одлагање, контролу извоза и увоза и оптимално одрживо пројектовање производа који се производе.
У првом систематском прегледу научних доказа о глобалном отпаду, његовом управљању и утицају на здравље и живот људи, аутори су закључили да се око четвртине укупног комуналног чврстог копненог отпада не сакупља, а да се додатном четвртином лоше управља након сакупљања, често сагоревањем у отвореним и неконтролисаним пожарима – што је близу милијарду тона годишње када се то комбинује. Такође су установили да широким приоритетним областима недостаје „висококвалитетна истраживачка база“, делимично због одсуства „значајног финансирања истраживања“, што мотивисани научници често захтевају. Електронски отпад (е-отпад) обухвата одбачене компјутерске мониторе, матичне плоче, мобилне телефоне и пуњаче, компакт дискове (CD), слушалице, телевизоре, клима уређаје и фрижидере. Према извештају агенције Глобални е-отпад монитор из 2017. године, Индија генерише око 2 милиона тона (Mte) е-отпада годишње и налази се на петом месту међу земљама које производе е-отпад, после САД, Кине, Јапана и Немачке.

## Метода уклањања

### Депонија
Одлагање отпада на депонији укључује сахрањивање отпада, и то остаје уобичајена пракса у већини земаља. Депоније су често основане у напуштеним или неискоришћеним каменоломима, рударским празнинама итд. Правилно дизајнирана и добра организација депонија може бити хигијенска и релативно јефтина метода уклањања отпадних материјала. Лоше дизајнирана или лоше управљање депоније може да створи низ негативних утицаја на животну средину, као што су ветар цвету легло, привлачење и генерација течних процедних вода. Још један заједнички производ депоније је гас (углавном се састоји од метана и угљендиоксида), који се производи као органски отпад, разлаже се анаеробно. Овај гас може да створи проблеме мириса, убије вегетацијскеповршине, као и ефекат стаклене баште.

### Спаљивање
Спаљивање је метод одлагања у коме је чврсти органски отпад изложен сагоревању како би се претворио у остатке и гасове. Ово смањује количине чврстог отпада на 20 до 30 одсто од првобитне запремине. Спалионице могу претворити отпадне материјале у топлоту, гас, водену пару и пепео.
Спаљивање се врши и на малом обиму од стране појединаца и у великој мери од стране индустрије. Користи се за одлагање чврстог, течног и гасовитог отпада. Признато је као практичан метод уклањања одређеног опасног отпадног материјала (као што је биолошки медицински отпад). Спаљивање је контроверзна метода одлагања отпада, због питања као што су емисије гасовитих загађивача.
Спаљивање је уобичајено у земљама као што су Јапан где је земља још оскудна, јер ови објекти углавном не захтевају много области као депонија.

### Рециклажа
Рециклажа је обнова ресурса и то је пракса која се односи на сакупљање и поновно коришћење отпадних материјала. Материјали од којих се праве ствари се могу поново обрадити у нове производе. Материјал за рециклажу може бити сакупљен од обичног смећа, користећи наменске канте и возила за сакупљање, који су поређани директно из мешовитих токова отпада.
Најчешћи производи широке потрошње укључују рециклирање алуминијума, као што су конзерве за пиће, Бакар, као што су жице, челик храну и спрејевима, стари челик намештај или опрема, полиетилен и Рециклажа боца, чаше, флаше и тегле, картон, новине, часописи и светлих папира, валовите плоче кутије.

## Руковања и транспорт
Сакупљање отпада варирају између различитих земаља и региона. Домаћи услуге сакупљања отпада често пружају локалне власти, или од стране приватних компанија у индустрији. Неке области, нарочито у мање развијеним земљама, немају формални систем прикупљања отпада. Примери система са отпадом укључују:
- У Европи[18] и неколико других места широм света, неколико заједнице користе власнички систем сакупљања познат као Енвац, који преноси да одбије преко подземних водова користећи вакуум систем. Остале вакуум-басед решења укључују МетроТаифун [једноредни и прстен-лине аутоматски систем сакупљања отпада, где се отпад аутоматски прикупљају преко релативно малог пречника савитљивих цеви из тачке за сакупљање отпада распоређене до удаљености од четири километра од отпада наплатне станице.
- У канадском урбаном центру лаика колекција је најчешћи метод одлагања, при чему град сакупља отпад и / или секундарних сировина и / или органских материја на бази планираног. У руралним срединама људи често одлажу отпад тако да је вуче за трансфер станице. Сакупљеног отпада се затим транспортује на регионалну депонију.
- У Кини, пластике или гуме пиролиза пиролитички је: процес претварања отпада од пластике / гуме у енергетских горива попут пиролитички уље, чађ и угљоводоника гас. Енд производи се користе као индустријски горива за производњу топлотне енергије, паре или електричне енергије. Пиролиза биљка је такође познат као: пиролитичког јединица, пластике на гориво индустрији, индустрији гуме као гориво, пластике и рециклажу гума етц. Систем се користи у САД, у Калифорнији, Аустралији, Грчкој, Мексику, Уједињеном Краљевству и у Израелу.
- У Тајвану, градска влада наплаћује своје домаћинствима и индустрији за обим смећа коју производе. Отпад ће бити прикупљани од стране Градског већа, ако отпад се одлаже у кесе влада издала смеће. Ова политика је успешно смањена количина отпада град производи и повећао степен рециклаже.

Док транспорта отпада у оквиру дате земље спада у националним прописима, прекограничног кретања отпада је често предмет међународних уговора. Велики проблем за многе земље у свету, био је опасан отпад. Базелска конвенција, коју је потписало 172 земаља, одбацује кретање опасног отпада из развијених у мање развијеним земљама. Одредбе Базелске конвенције су интегрисани у ЕУ за регулисање отпада испоруке.
Нуклеарни отпад, иако се сматра опасним, не спада под надлежност Базелске конвенције.